# Rita Kukaine
Rita Alexandrowna Kukaine (russisch Рита Александровна Кукайн; * 9. November 1922 in Petrograd; † 29. Januar 2011 in Riga) war eine sowjetische bzw. lettische Immunologin und Virologin.

## Leben
Kukaine stammte aus einer lettischen Familie, die nach dem Deutsch-Sowjetischen Krieg in die Lettische Sozialistische Sowjetrepublik (SSR) zog. Das Studium schloss sie 1946 in Riga an der Universität Lettlands in der Medizinischen Fakultät mit Auszeichnung ab. Es folgte dort die dreijährige Aspirantur. 1948 trat sie in die KPdSU ein.
Ab 1950 leitete Kukaine das Laboratorium des Forschungsinstituts für Traumatologie und Orthopädie des Gesundheitsministeriums der Lettischen SSR. Sie verteidigte 1951 ihre Dissertation über die Rolle der Milz bei den Prozessen der Hämatopoese unter Normalbedingungen und bei experimenteller Anämie mit Erfolg für die Promotion zur Kandidatin der medizinischen Wissenschaften.
Kukaine wurde 1952 Vizedirektorin des Instituts für Mikrobiologie der Akademie der Wissenschaften der Lettischen SSR. 1955 organisierte sie und leitete dann das Laboratorium für Integrationsvirologie. Sie verteidigte 1961 im Rigaer Medizinischen Institut ihre Doktor-Dissertation über Prophylaxe und Heilung von Poliomyelitis erfolgreich für die Promotion zur Doktorin der medizinischen Wissenschaften. 1962 wurde sie Direktorin des Instituts für Mikrobiologie.
In Kukaines Laboratorium wurde das Verfahren für die industrielle Synthese von Lysin für die Tierzucht entwickelt. 1965 wurde in Līvāni der Bau des Versuchswerks für die Produktion begonnen. 1968 folgte die Ernennung zur Professorin.
Lettische Virologen mit Kukaine an der Spitze isolierten 1968 den Erreger der Leukämie, die sich bei den lettischen Rindern ausgebreitet hatte, und untersuchten die mikrobiologischen Übertragungsprozesse. Kukaine leitete die Entwicklung eines Vakzins gegen Leukämie.
Kukaine wurde 1968 zum Korrespondierenden Mitglied und 1971 zum Vollmitglied der Akademie der Wissenschaften der Lettischen SSR gewählt. Ihre Forschungsschwerpunkte waren die Ätiologie, Immunologie und Epidemiologie von Poliomyelitis und Viruserkrankungen. Sie entwickelte ein Lebendvakzin gegen Poliomyelitis. Sie untersuchte die natürlichen Mechanismen der Abwehr des Organismus gegen Virusinfektionen und die Möglichkeiten der Interferoninduktion. Sie entwickelte Methoden der Virotherapie von Tumoren und der Chemotherapie von Virusinfektionen.
In den 1980er Jahren wurde Kukaine als Abgeordnete in den Obersten Sowjet der Lettischen SSR gewählt. Dort vertrat sie von 1989 bis zur lettischen Unabhängigkeit 1991 die Lettische Volksfront.
Kukaine wurde 1996 emeritiert. Sie war mit dem Chirurgen Wiktor Kalnbers verheiratet. Ihr Sohn Konstantin Kalnbers wurde Chirurg und Orthopäde.

## Ehrungen, Preise
- Pasteur Medal (1972)[1]
- Kirchenstein-Preis der Akademie der Lettischen SSR (1973)[1]
- S.-Wawilow-Medaille des Verlags Naka (1975)[1]
- Orden des Roten Banners der Arbeit (1976)
- Staatspreis der UdSSR (1979) für Arbeiten im Programm Reverse Transkriptase (mit Wissenschaftlern der UdSSR, der Tschechoslowakei und der DDR)[6]
- 1. Preis des Präsidiums der Akademie der Wissenschaften der Lettischen SSR (1981, 1984)[1]
- Ehrendoktorin der Universität Lettlands (1989)[1]
- Drei-Sterne-Orden (2010)